# Cokornik tybetański
Cokornik tybetański (Eospalax fontanierii) – gatunek ssaka z podrodziny cokorów (Myospalacinae) w obrębie rodziny ślepcowatych (Spalacidae).

## Zasięg występowania
Cokornik tybetański występuje w północnym Shaanxi, Shanxi, zachodnim Hebei i północno-wschodniej Mongolii Wewnętrznej, we wschodniej Chińskiej Republice Ludowej.

## Taksonomia
Gatunek po raz pierwszy zgodnie z zasadami nazewnictwa binominalnego opisał w 1867 roku francuski zoolog Alphonse Milne-Edwards nadając mu nazwę Siphneus fontanierii. Holotyp pochodził z Gansu, w Chińskiej Republice Ludowej.
Na podstawie mtDNA, morfologii czaszki, kształtu trzonowców i morfologii włosa, E. fontanierii różni się od E. cansus i E. baileyi. Dane molekularne pozwoliły na wyodrębnienie E. fontanierii jako takson siostrzany w stosunku do kladu wszystkich innych gatunków z rodzaju Eospalax, ale z umiarkowanym poparciem dla tej tezy. Autorzy Illustrated Checklist of the Mammals of the World uznają ten takson za gatunek monotypowy.

### Etymologia
- Eospalax: gr. εως eōs lub ηως ēōs „świt, wschód”[10]; rodzaj Spalax Güldenstädt, 1770 (ślepiec).
- fontanierii: Henri Victor Fontanier (1830-1870), francuski dyplomata, konsul generalny w Tiencinie w Chinach w 1870 roku[11].

## Morfologia
Długość ciała (bez ogona) 163–245 mm, długość ogona 38–69 mm; masa ciała 184–563 g.

## Tryb życia
Cokornik tybetański żyje w norach tworzonych przez bardzo długi system korytarzy, które ze zdumiewającą szybkością wykopuje długimi, ostrymi pazurami pomiędzy korzeniami roślin. Nadmiar wykopanej ziemi wypycha na powierzchnię tworząc kopce, podobnie jak krety. Głównymi składnikami cokora chińskiego są korzenie i inne podziemne części roślin. Na powierzchnię ziemi wychodzi niekiedy nocą, ryzykując wówczas, że zostanie upolowany przez sowę.

### Rozmnażanie
O rozrodzie tego gatunku nic nie wiadomo.